# Nihon Hidankyō
Nihon Hidankyō (engelsk: The Japan Confederation of A- and H-Bomb Sufferers Organizations) er en japansk organisation stiftet af overlevende atombombeofre (hibakusha) i 1956. Organisationen arbejder mod udbredelse af og for afskaffelse af atomvåben.
Organisationens mål er at presse de japanske myndigheder til at give støtte til ofre og at påvirke internationale myndigheder til at arbejde for afskaffelse af atomvåben.
Nihon Hidankyō blev stiftet i 1956 som en græsrodsbevægelse af overlevende ofre efter atomvåbenangrebet mod Hiroshima og Nagasaki 6. og 9. august 1945.
Organisationen modtog Nobels fredspris i 2024 «for sit forsøg på at opnå en verden fri for atomvåben» og «for at demonstrere gennem øjenvidners beretninger, at atomvåben aldrig skal bruges igen».